# Estado Anzoátegui
Anzoátegui es uno de los veintitrés estados que, junto con el Distrito Capital y las Dependencias Federales, forman la República Bolivariana de Venezuela. Su capital y ciudad más poblada es Barcelona. Está ubicado en la región nororiental del país, limitando al norte con el mar Caribe (océano Atlántico), al noreste con Sucre, al este con Monagas, al sur con el río Orinoco que lo separa de Bolívar, al oeste con Guárico y al noroeste con Miranda. Con 43 300 km² es el sexto Estado más extenso (por detrás de Bolívar, Amazonas, Apure, Guárico y Zulia) y con 1 890 847 habitantes, siendo (según el INE de Venezuela) el séptimo más poblado de la nación, por detrás de los estados Zulia, Miranda, Carabobo, Distrito Capital, Lara y Aragua.
Posee 21 municipios autónomos y 57 parroquias civiles. Sus principales ciudades son Barcelona, Puerto La Cruz, Puerto Píritu, Pariaguán, Lechería, Guanta, El Tigre, Anaco y Cantaura.

## Historia
Nombrado en honor al prócer de la independencia venezolana, José Antonio Anzoátegui, este estado fue llamado originalmente Provincia de Barcelona recibiendo esa denominación por el nombre de su capital, y esta a su vez en honor de la ciudad de Barcelona en la actual España. Mantuvo ese nombre desde principios del siglo XVIII hasta 1821 y luego entre 1830 y 1864, cuando su nombre es reemplazado por el de «Estado Barcelona» nombre que mantuvo hasta 1909. La ciudad de Barcelona, que es la capital del estado, fue fundada por los colonos españoles en 1677 como "Nueva Barcelona del Cerro Santo" acortado después simplemente a Barcelona. 
El actual Estado Anzoátegui estuvo  incluido también en la Provincia de Cumaná, que a su vez formaba parte de la Capitanía General de Venezuela, junto con otras provincias (Guayana, Maracaibo, Caracas, Margarita y Trinidad). En 1810 se separó de la provincia. Fue en 1909 cuando adquirió la actual distribución política.

## Geografía
El Estado Anzoátegui tiene una superficie: 43 300 km². Es el sexto Estado con mayor superficie del país.
Anzoátegui está localizado entre las coordenadas 10°8′40″ N y 64°40′38″ O, en la región nororiental del país. Limita con el Estado Monagas y Sucre por el este, Bolívar por el sur, Guárico y el Estado Miranda por el oeste, y al norte por el mar Caribe brindad agua al territorio, como lo son los ríos Unare y Neverí (en la segunda vertiente) y el Zuata y el Cabrutica (en la primera vertiente). Gran parte de estas corrientes tienen sus nacientes en las mesas centrales. En la zona llana de la costa, se encuentran las lagunas de Píritu y Unare, cerradas ambas por cordones litorales generados por los sedimentos acarreados por el río Unare.
Los ríos principales son Amana, Aragüita, Caris, Guanipa, Güere, Guario, Morichal Largo, Neverí, Pao, Tigre, Unare, Zuata y un sector del bajo Orinoco.

### Vegetación
La vegetación del Estado Anzoátegui es la típica templada. Se encuentra determinada, en gran medida, por altitud, clima y estación del año, donde se alternan zonas de matorral nevado, cujíes y especies meridionales de pequeña talla. También presenta un árbol llamado caderoms, esto incluye variedades resistentes o adaptadas al ambiente.

### Flora
En cuanto a la flora, las especies de árboles madereros que más abundan son el aceite, pilón, algarrobo, roble, quebrahacho, puy, araguaney, apamate, etc. Las frutas presentes en el Estado son el merey, mango, guácimo, sarrapia, merecure, querebero, maíz, entre otros.
La Flora característica del Estado Anzoátegui, se puede observar en sus calles y patios de muchas viviendas, e incluso sus plazas son adornadas con los árboles característicos de la región.
Es importante mencionar, la Cayena, la cual se encuentra en toda la región: es un arbusto alto y a veces arborescente de 8-10 m de alto que presenta las siguientes características. Las flores son llamativas y grandes en su mejor momento, llegando a crecer hasta 15,24 cm. en diámetro y ocurren en muchos colores como anaranjado, rojo, rosado, blanco, amarillo y salmón, y permanecen por casi todo el año. La mayoría poseen destellos brillantes y tienen una forma de campana.
Un Árbol que abunda en sus plazas y carreteras principales: EL  Colorado o Apamate, Es uno de los árboles más bellos, útiles y más cultivado de la flora venezolana. En algunas regiones del país es también conocido con los nombres de Roble colorado (Zulia), Orumo (Falcón). Este árbol llega a medir hasta 30 m. y tiene por hábitat el bosque deciduo. Sus flores de color morado, rosado, lila, blanco en diferentes tonos, dan al Apamate una prestancia de belleza particular, y llenan las calles principales de Barcelona con sus flores.
Hay un árbol en particular que se encuentra en la mayoría de los pueblos del Estado Anzoàtegui, y en particular en las zonas áridas del estado. eL Cuji:  Prosopis Juliflora (nombre científico) es un árbol de hasta 10-15 m alto, típico de regiones áridas y semiáridas, de color verde-castaño, con ramas flexibles de espinas largas y fuertes. También lo caracterizan flores amarillas sin brillo. Su tallo es carnoso rico en sacarosa (20-25%) y 10-20% de azúcares reducidos. El Cují o Prosopis Juliflora es nativo de Perú, Chile y Argentina .

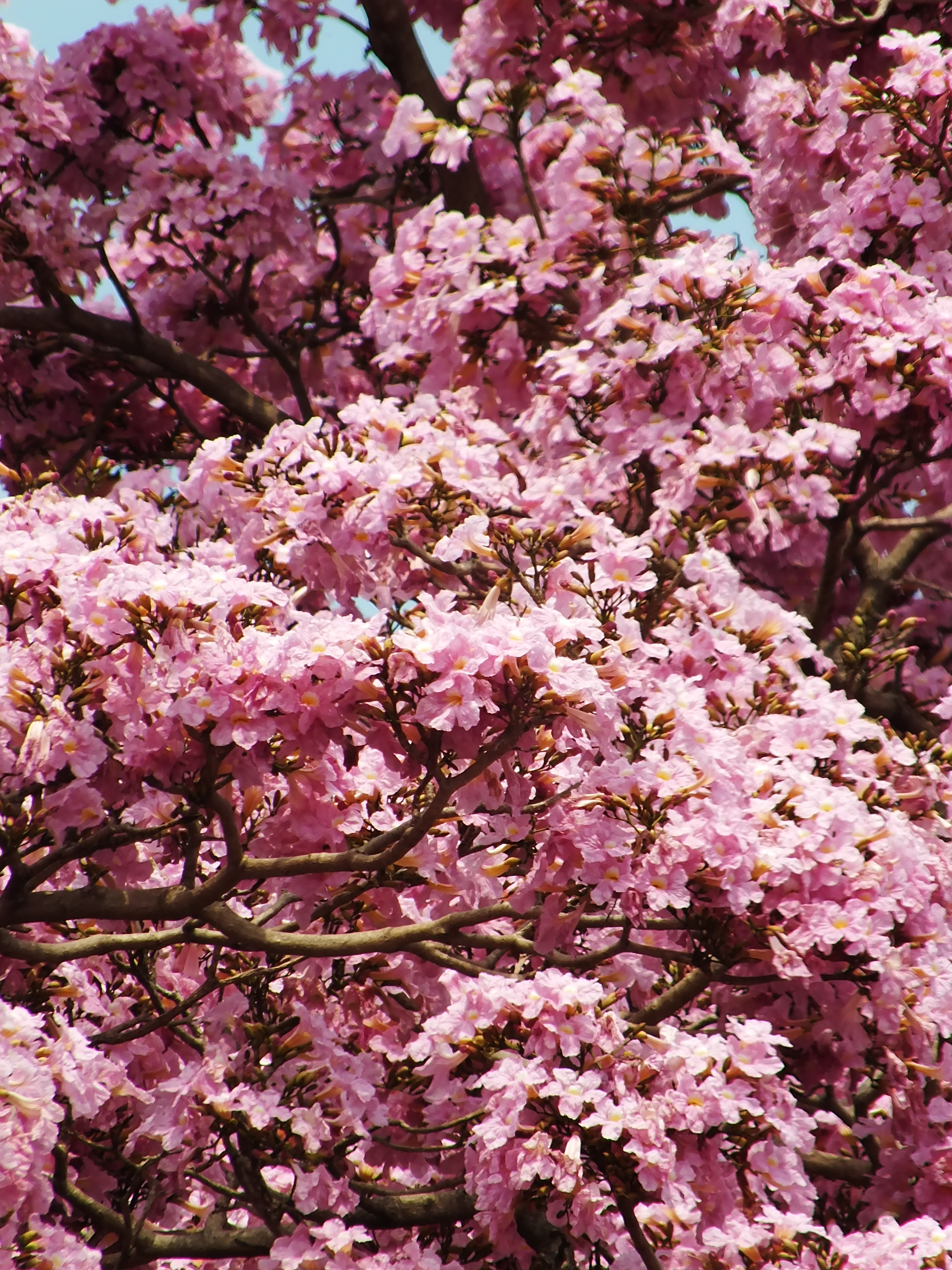
Árbol de Apamate, (Tabebuia rosea)

### Recursos minerales
Anzoátegui se distingue por su diversidad de recursos naturales dentro de los cuales podemos mencionar: Arenas silíceas, caliza, carbón, aceite, petróleo y gas natural.

### Recursos naturales

#### Aguas termales
- Aguas Calientes
- Urica
- Bergantín a Aguas de Minas
- Paragüey

#### Bahías
- De Unare
- De Puerto Píritu
- De Barcelona
- De Pozuelos
- De Guanta
- El Chaure
- Bergantín
- Pertigalete
- El Paseo de La Cruz y El Mar
- El Paraíso

#### Islas
- Del Mono
- Tiqui-Tiqui
- Cachicamo
- Prenita
- La Querica nada de nada
- Chimana
- Islas Borrachas
- De Plata
- Las Isletas de Puerto Píritu
- El Faro
- El Saco
- Puinare

#### Lagos
- De Unare: Es la laguna salobre más grande de Venezuela y una de las más importantes de toda América Latina. Se ubica entre los municipios San Juan de Capistrano, Bruzual y Peñalver, en la zona oeste del Estado y se extiende sobre una superficie de 4000 hectáreas. Recibe las aguas del Río Unare y del Caribe. Es refugio para cientos de aves y especies marinas como el Lebranche y el camarón camacuto.
- De Píritu: Hermana de Unare, su nombre correcto es laguna de Píritu y se ubica en la ciudad de Puerto Píritu. Posee una gran variedad de vegetación manglar y es una de las reservas de aves (junto a la Unare) más importantes del país. Dado el crecimiento de la población, se encuentra en riesgo de contaminación.
- El Paraíso: Conocida también como laguna del Magüey. Es la única laguna que quedó dentro de la conurbación de la Gran Barcelona y forma parte del complejo turístico El Morro. En sus instalaciones, existió una compañía dedicada a la extracción de sales (Salinas El Paraíso). Actualmente está contaminada ya que sirve de drenaje para algunos barrios de Puerto La Cruz.

## Principales elevaciones
| Principales elevaciones | Principales elevaciones | Principales elevaciones |
| ----------------------- | ----------------------- | ----------------------- |
|                         | Nombre                  | Altura (m s. n. m.)     |
| Cerro Tristeza          | 2 660                   |                         |
| Cerro Las Cabeceras     | 2 462                   |                         |
| Cerro El Bocado         | 2 489                   |                         |
| Cerro La Pizarra        | 2 480                   |                         |
| Cerro Santa Cruz        | 2 485                   |                         |
| Cerro La Fila           | 2 431                   |                         |
| Cerro La Laguna         | 2 424                   |                         |
| Cerro Peonía            | 2 415                   |                         |
| Cerro Dura Poco         | 1 677                   |                         |

## Clima
Tipos de Clima según Köppen
Anzoátegui tiene 4 tipos de Clima, el primero es el clima de montaña, este clima lo tienen las elevaciones más altas que se encuentran en la frontera con el Estado Sucre con una temperatura mínima de 23 °C, el segundo es el oceánico, este clima lo tienen las principales elevaciones del Estado Anzoátegui como el Cerro Tristeza y abarca una temperatura de 18 °C, el otro es el Semiarido Cálido este clima está en las Costas del Estado Anzoátegui y en Ciudades como Barcelona, Puerto La Cruz entre otros y abarca una temperatura de 40 °C hasta los 45 °C siendo la parte más calurosa del Estado, y el último es el Tropical de Sabana este clima abarca casi todo el territorio del Estado con una temperatura de 27 °C.
Precipitaciones
El Estado Anzoátegui es un Estado lluvioso que tiene 256 lluvias al año, según la Institución Meteorológica de Venezuela en las Costas pueden suceder 87 precipitaciones pero en los llanos la lluvia es muy fuerte, y una de sus ciudades más lluviosas son El Tigre, Soledad, Anaco, San José de Guanipa y Puerto La Cruz.

## Ciudades Más Pobladas
Ciudades Más Pobladas
. Barcelona 550.122 habitantes
. Puerto La Cruz 380.855 habitantes
. El Tigre 193.524 habitantes
. Anaco 140.563 habitantes

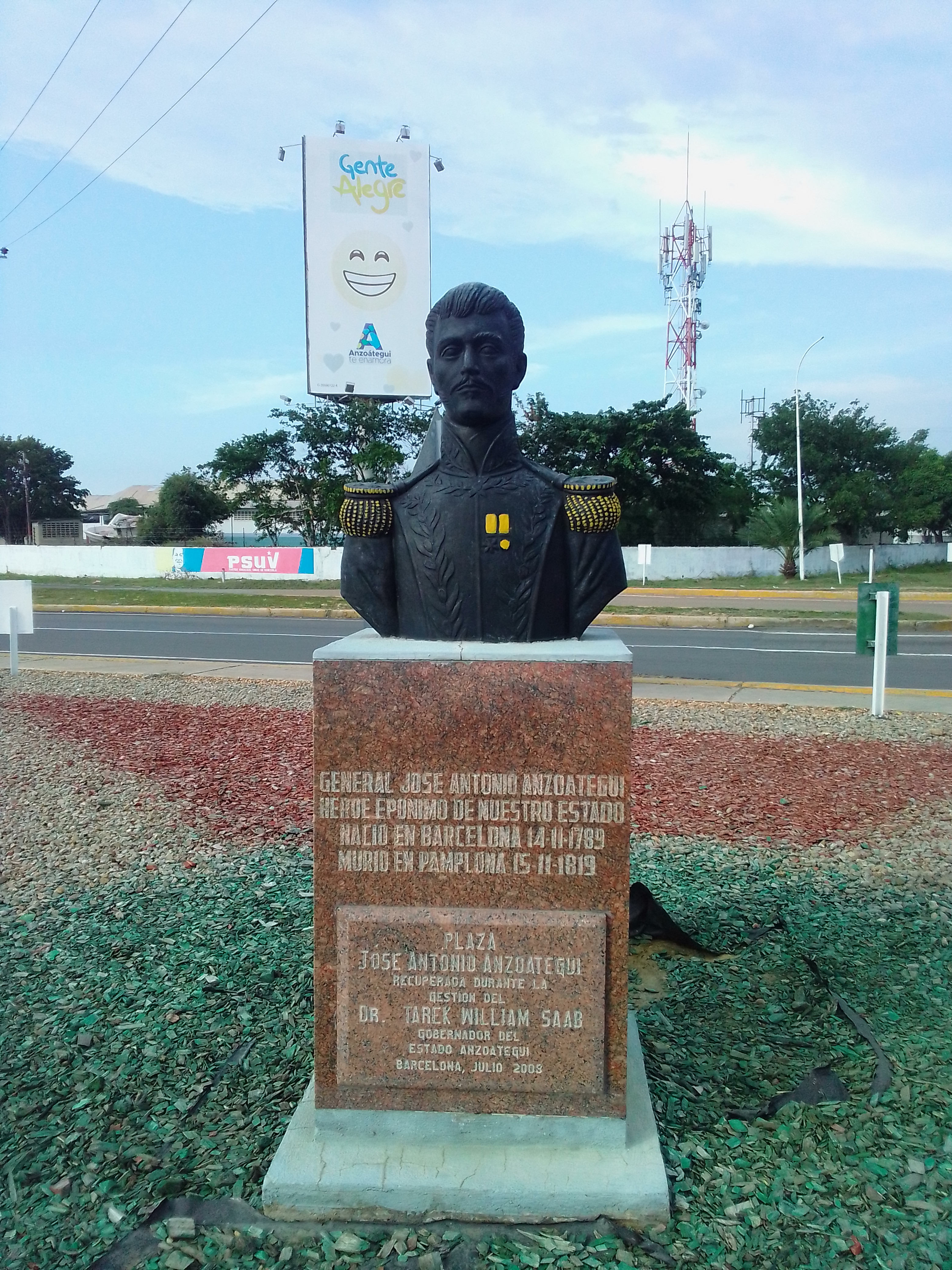
Busto de José Antonio Anzoátegui

Ciudades con menos de 100 mil habitantes
. Cantaura 89.552 habitantes
. San José de Guanipa 83.727 habitantes
. Lecheria 63.784 habitantes
. Guanta 54.015 habitantes
. Pariaguan 51.618 habitantes
. Aragua De Barcelona 37.076 habitantes
. Clarines 31.835 habitantes

. Puerto Piritu 36.271 habitantes
. Ciudad Orinoco 35.021 habitantes
Ciudades con Menos de 30 mil habitantes
. San Mateo 19.373 habitantes
. Onoto 15.012 habitantes
. Valle de Guanape 13.868 mil habitantes
. El Chaparro 12.605 mil habitantes
. Boca de Uchire 12.315 mil habitantes

## División político-territorial
El estado Anzoátegui está dividido en 21 municipios y 57 parroquias. Para el censo 2011 la población fue de 1 440 875 de habitantes.
| Municipios de Anzoátegui |
| --- |
| Mar Caribe Monagas Guárico Bolívar Miranda Sucre Aragua Anaco Peñalver Francisco · de Miranda Carvajal Guanta Independencia José Gregorio Monagas Juan Manuel Cajigal Libertad Bruzual Pedro · María · Freites Píritu Santa · Ana Guanipa Capistrano Simón · Rodríguez Simón Bolívar Mc Gregor Sotillo Urbaneja |

## Economía
La economía del estado Anzoátegui se caracteriza por el predominio de las actividades petroleras y agrícolas, sin embargo, existen favorables expectativas de desarrollo en los sectores secundario y terciario, con la instalación de importantes industrias como: automotriz, materiales para la construcción, derivados del petróleo, industria agropecuaria, y por otro lado actividades turísticas, comerciales y financieras.

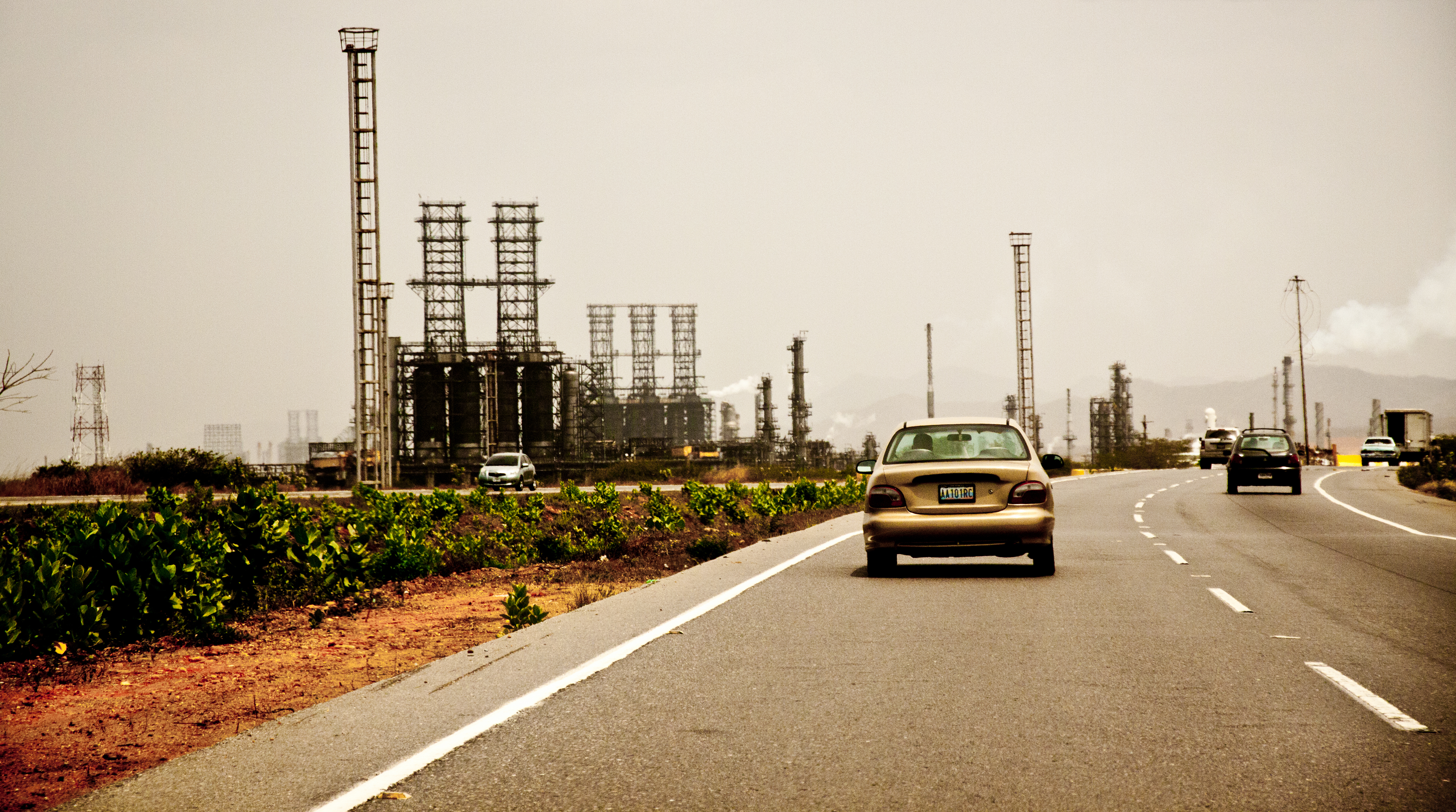
Complejo Industrial José Antonio Anzoátegui

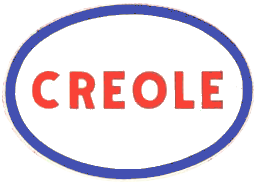
Logotipo de la Creole Petroleum Corporation

La producción de hidrocarburos representa una parte importante dentro del contexto nacional ocupando un espacio físico considerable. En los sectores Anaco-Aragua de Barcelona y El Tigre se encuentran los aspectos relativos a la fase extractiva, mientras que las actividades industriales de refinación se realizan en la refinería "Puerto La Cruz" inaugurada en 1950 y San Roque inaugurada en 1953 ambas operadas hasta principios de la década de los setenta por la Creole Petroleum Corporation de la Standard Oil, después pasaron a ser operadas por PDVSA hasta el día de hoy. Cabe destacar que durante la estadía de la Creole, se construyó una urbanización exclusiva para los trabajadores estadounidenses, conocida como "Parque Americano", que con el tiempo fue dejando de ser exclusiva para trabajadores estadounidenses.

Logotipo de PDVSA

De igual forma,  en el estado se encuentra El Complejo Petroquímico José Antonio Anzoátegui (CJAA), situada entre las poblaciones de Píritu y Barcelona, el cual se inauguró el 14 de agosto de 1990, con el fin de impulsar el desarrollo de la petroquímica en el oriente del país y actuar como condominio industrial de las empresas mixtas que operan en el área, mediante el suministro de los servicios básicos necesarios para su operación. Por otro lado, la mayor proporción de la denominada «Faja del Orinoco» se encuentra al sur del estado, constituyendo la mayor reserva de petróleo del planeta.
La actividad agrícola ha venido experimentando un crecimiento basado, fundamentalmente, en el incremento de la superficie ocupada luego de haber pasado por un prolongado período de estancamiento, como consecuencia del desarrollo de la actividad petrolera. Según el Anuario Estadístico Agropecuario del MAC 89/91, los principales rubros cultivados en la entidad son: soya, maní, maíz, algodón, caña, sorgo, café, cacao, cambur, raíces y tubérculos. Otra actividad agrícola relevante la constituye el aprovechamiento de los recursos forestales: de acuerdo con las estadísticas del Servicio Autónomo Forestal Venezolano (SEFORVEN), para el año 1990 la entidad tenía una producción de madera en rola de 1 033 100 m³ (0,18 % del total nacional).
En la actividad ganadera destacan: ganado bovino con 614 097 cabezas existentes; porcino con 100 097 cabezas y aves con 4 019 816 unidades. El desarrollo del estado se ha centrado en la faja costera, donde se ubica el 50 % de la población, generándose conflictos de uso por la ocupación del espacio entre las actividades turísticas, industriales petroleras, mineras, residenciales y comerciales.

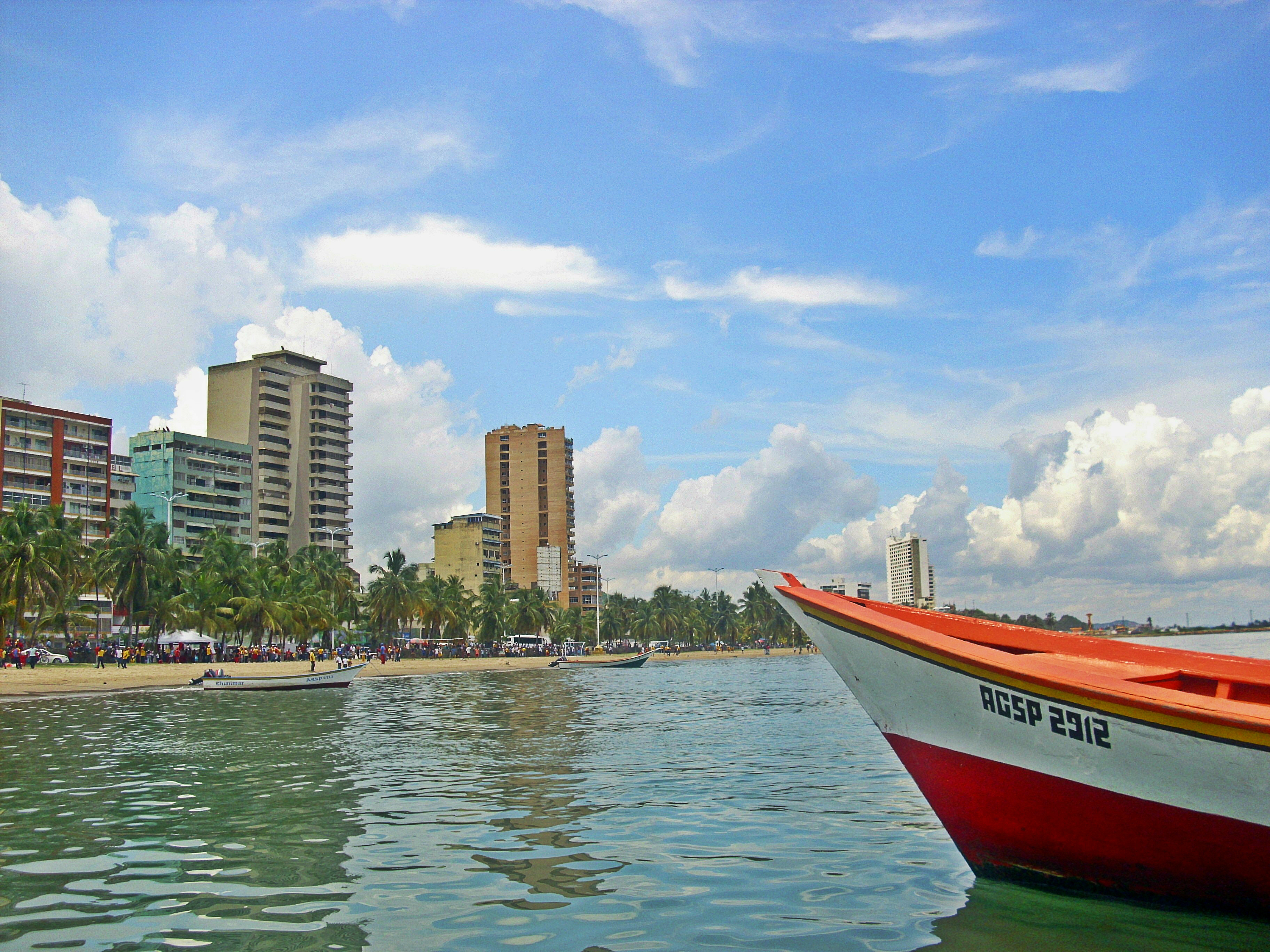
Paseo Colón, Puerto La Cruz

El turismo actualmente ocupa un factor relevante en el desarrollo de Puerto La Cruz y otras poblaciones costeras como Lechería, Guanta y Píritu. 
Recursos Industriales:  Cemento, Hulla, productos alimenticios y bebidas.
Recurso de energético: Gas natural, petróleo crudo y refinado y sus derivados del gas. 
Recursos Forestales: aceituno, araguaney, ceiba, cereiba, cereipo, cují, jobo y vera.
Minerales: arenas silíceas, caliza, carbón, petróleo, etc.

## Política y gobierno
El Estado organiza su administración y sus poderes públicos por medio de la Constitución del Estado Anzoátegui, la cual establece dos poderes fundamentales: ejecutivo y legislativo. La constitución de 2002 permanece vigente y es la que rige al Estado.

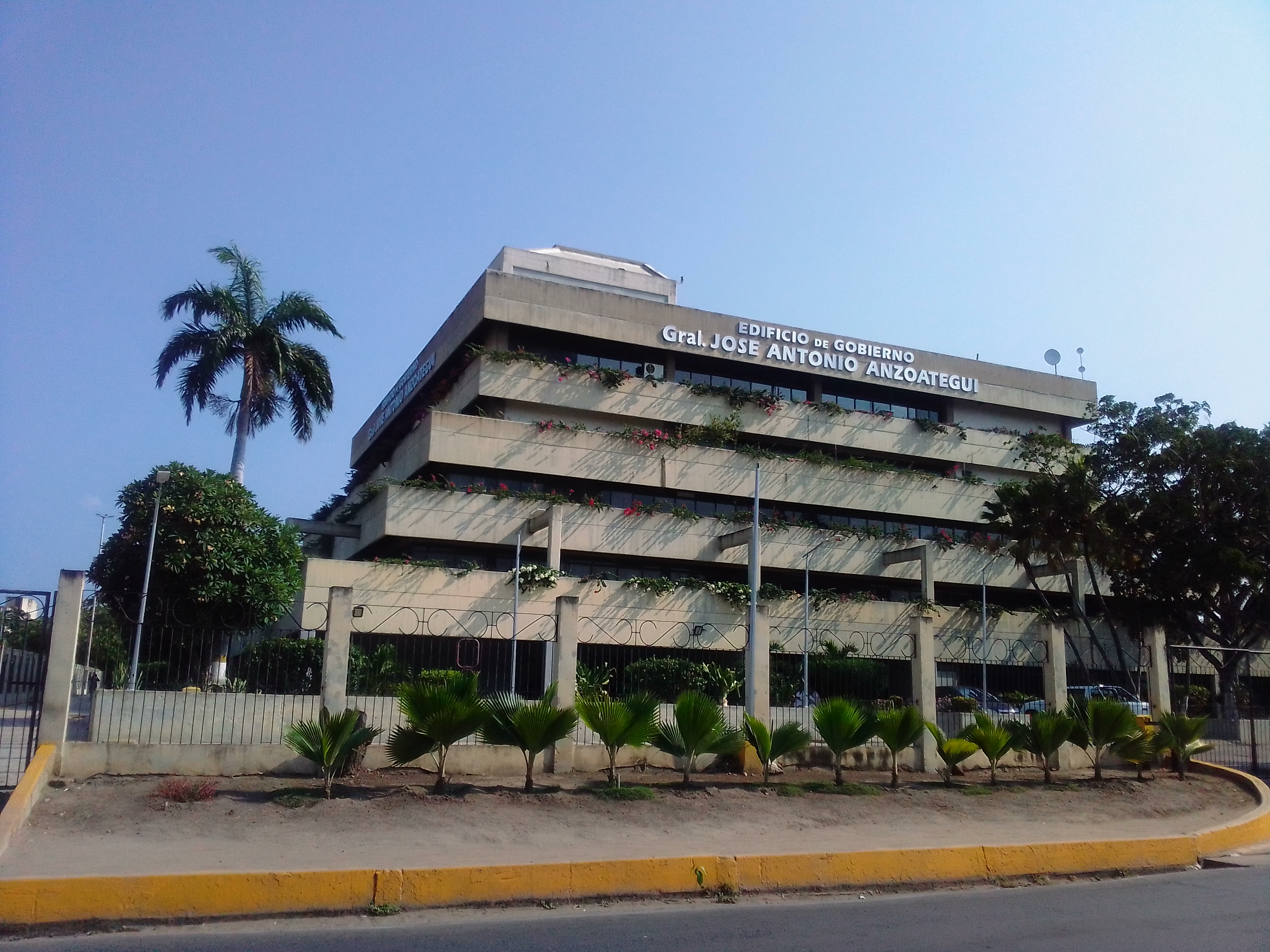
Palacio de los Jardines, Sede de Gobierno del estado, ubicado en la Ciudad de Barcelona

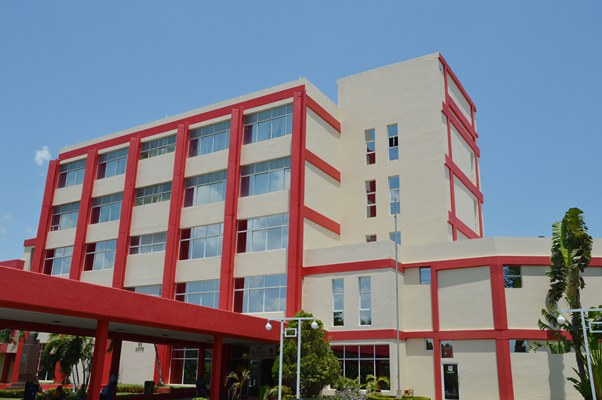
Palacio Bicentenario, Sede del Consejo Legislativo del estado Anzoátegui, ubicado en Barcelona

### Poder Ejecutivo
El Gobernador del Estado Anzoátegui es el jefe ejecutivo de ese estado oriental de Venezuela, se encarga de dirigir la acción del gobierno y es responsable ante el Consejo Legislativo del Estado, al que debe rendir cuentas anualmente. Debe hacer cumplir la Constitución Nacional y la del Estado Estado Anzoátegui, y las leyes nacionales y estadales.
El Poder Ejecutivo del estado compuesto por el gobernador de Anzoátegui y un grupo secretarios estadales, nombrados por él. El gobernador es elegido por el pueblo mediante voto directo y secreto para un periodo de cuatro años y con posibilidad de su reelección inmediata para nuevos periodos iguales, siendo el encargado de la administración estadal.
La sede de la Gobernación se encuentra en el Palacio de los Jardines de la ciudad de Barcelona, que es la capital de dicha entidad. El actual gobernador es Luis José Marcano Salazar, quien milita en el oficialista Partido Socialista Unido de Venezuela

### Poder Legislativo
El parlamento regional del Estado Anzoátegui es unicameral y está compuesto por quince (15) diputados o legisladores regionales que son electos cada 4 años, bajo un sistema mixto de representación, por un lado se eligen un grupo de diputados por lista bajo el método D'Hont a nivel estatal y por otro lado se eligen por voto directo candidatos nominales por circunscripción definida, pudiendo ser reelegidos para nuevos períodos consecutivos, y con la posibilidad de ser revocados a la mitad de su período constitucional.
Actualmente, el parlamento está conformado por 11 legisladores del Partido Socialista Unido de Venezuela, 2 por la Mesa de la Unidad Democrática, 2 por Alianza Democrática y 1 legisladora indígena por el partido CONIVE

## Idiomas
El idioma más usado a nivel oficial tanto en la educación, comercio como por la población en general es el español, existen diversas tribus indígenas minoritarias localizadas en algunos puntos del estado que hablan otras lenguas además de esta. Según el artículo 8 de la Constitución del estado Anzoátegui del 30 de mayo de 2002, el idioma oficial del estado es el castellano. Además, son oficiales para los pueblos indígenas los idiomas Cumanagoto y kariña (que son unas de las tribus aborígenes del estado) y los otros idiomas indígenas hablados en el estado.

## Gastronomía

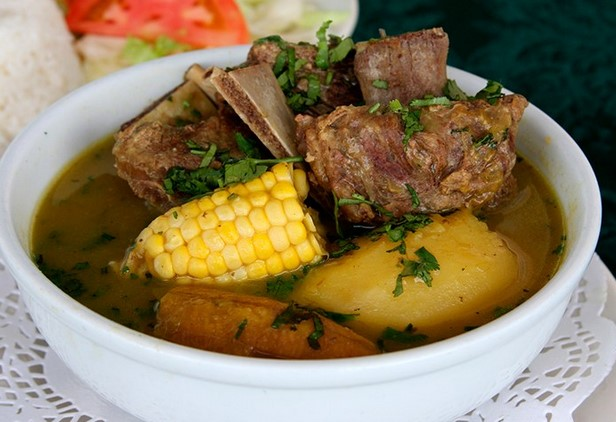
Hervido de res

### Platos típicos
- Hervido de res
- Empanadas
- Hallaca (Plato navideño)
- Arepa rellena
- Cachapa
- Mondongo carupanero y marino.
- Pabellón oriental y margariteño.
- Palo a pique
- Sancocho de pescado
- Fosforera
- Pescado frito
- Cuajado (de cazón, morrocoy o chigüire)

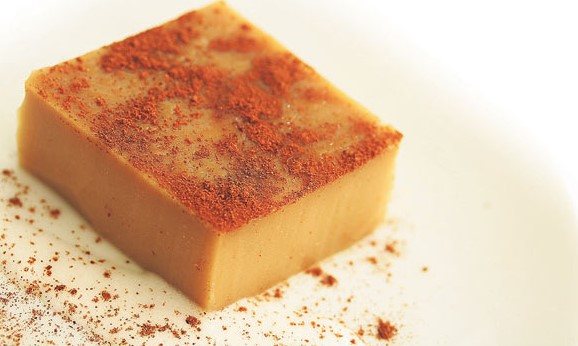
Majarete

- Pastel de chucho

### Bebidas
- Ron de jobo
- Agua de coco
- Guarapo de piña
- Guarapo de papelón
- Ron de ponsigué
- Ron con píritu
- Jugo de mango verde.
- Pichaque de maya

### Dulces
- Majarete
- Arroz con coco
- Buñuelo
- Jalea
- Dulce de merey
- Dulce de lechosa

Se pueden mencionar otros platos, como el famoso cuajado de morrocoy (carne de morrocoy, preferiblemente hembra, huevos de morrocoya, huevos de gallina, papa, cebolla, ajo, tomate, pimentón, bizcocho rallado, vino, pimentón, pasa, pimienta, encurtidos, aceitunas, harina, sal, azúcar, manteca, onoto); pastel de morrocoy; talkarí de chivo; huevas de lisa; carne salada piriteña en diversos preparados; lebranche asado; mariscos en vinagreta o con limón; los pisillos (de venado, carne seca de res, chigüire, baba, bacalao); chivo asado; asado negro; y los aguaítos –una especie de asopado, pero más caldúo-, especialmente de pollo (que llevan pollo, arroz, cebollín, cebolla, ajo, ají dulce, pimentón, salsa inglesa, pimienta, onoto, agua). 
No se pueden olvidar embutidos como los chorizos de Unare (elaborados con carne y tripa de cochino, ajo, manteca onotada, sal, pimienta, orégano, nuez moscada); la camaronada piriteña (camarones sancochados; ruedas de cebolla, sal, pimienta, jugo de limón. Algunos le agregan aceite y vinagre); las diversas empanadas; etc. De estos platos, el acompañante tradicional es el casabe, que generalmente, se impregna de agua para hacerlo más suave. 
Entre los dulces figuran la naiboa (casabe cubierto con miel de panela o papelón; o con papelón y queso; o con queso, papelón y algunas especias); el tacón señorial (dulce hecho con ruedas de pan duro pasadas por un batido de huevo, que se fríen y luego se bañan con melado de papelón, se sazonan con canela en polvo y clavo de especias; o, según otra receta, ruedas de pan viejo, leche, azúcar, huevo, harina, mantequilla, sal bañados con un sirope de agua, papelón blanco, canela, clavo de especia, ralladuras de corteza de naranja, ron; o, según una tercera receta, con pan francés duro, mantequilla, papelón, queso blanco y anís) y los dulces de ciruela de huesito, leche. Lechosa, mango, guayaba, coco, jobo de India, cereza, etc. 
También se prepara el pan de horno (famoso es el de Clarines, con maíz cariaco); las conservas típicas de Sabana de Uchire: de leche, coco con lechosa, membrillo; los bocadillos de gayaba y de plátano; el dulce de batata (batata, azúcar o papelón, leche de coco, o con batata, papelón, agua y canela); el dulce de mamey con coco (mamey, pulpa de coco, arroz, azúcar, agua, mantequilla); los besitos de casabe (dulce horneado con una masa de casabe, papelón, anís, amarilla de huevo); el tequiche (harina de maíz tostado, papelón, leche de coco); la batata abrillantada; etc. 
En el estado se elaboran diversos tipos de quesos frescos: el queso de mano, el guayimano, el de bandeja, el mozarela y el aliño. La producción quesera se concentra en las partes central y oeste de la entidad, para las cuales hay una feria del queso fresco; o la feria de la cachapa y el queso duro, que se lleva a cabo en Pariaguán. Los productores de la región están haciendo esfuerzos para crear una denominación de origen, Quesos de Unare, con el fin garantizar la calidad de los productos que elaboran. En el estado se llevan a cabo otras ferias, como la del merey y el mango, celebrada cada año en El Tigre, donde se exponen y venden diversos productos elaborados con esos dos frutos. 
Entre las bebidas más populares figura el ron de jobo (jobos de la India maduros y pelados puestos a macerar por un mínimo de dos meses en aguardiente o ron); el pichaque (bebida ligeramente fermentada que se elabora con mayas maduras, trituradas y mezcladas con agua); el Píritu (bebida hecha con la drupa de la palma llamada Píritu, Bactris piritu); el zaperoco (carato que se hace en la región limítrofe de Anzoátegui y Guárico con harina de maíz cariaco, endulzado y aderezado con canela) y el migote (más que bebida es una mezcla hecha con café con leche, arepa desmigajada y queso blanco rallado, todo junto en la taza, queso se acostumbraba en Barcelona

## Atracciones turísticas

### Parque Nacional Mochima
Mochima fue el segundo parque marino decretado en el país, es compartido con el estado Sucre, Reúne varias islas e islotes como las islas Chimanas, Mono, Picuda Grande, Caracas, Venado, borracha. En la parte del litoral ocupa una zona de montaña con un conjunto de playas, golfos y ensenadas. La parte montañosa está conformada por rocas sedimentarias de relieve escarpado con laderas que caen abruptamente hacia el mar. Son acantilados gigantes desprovistos de vegetación, que forman extrañas figuras en la piedra. La vegetación costera es esencialmente espinosa, donde predominan cactus y arbustos como el cují, el dividive, el yacure, el guamacho, el espinito y la retama. Hacia el sector insular se encuentran tres especies de manglar botoncillo. Ascendiendo hay una zona donde se observan especies como la vera palo santo, el guatacaro, el jobo pelón, el cardón y el araguaney. De los 900 m arriba aparece el bosque húmedo premontano.

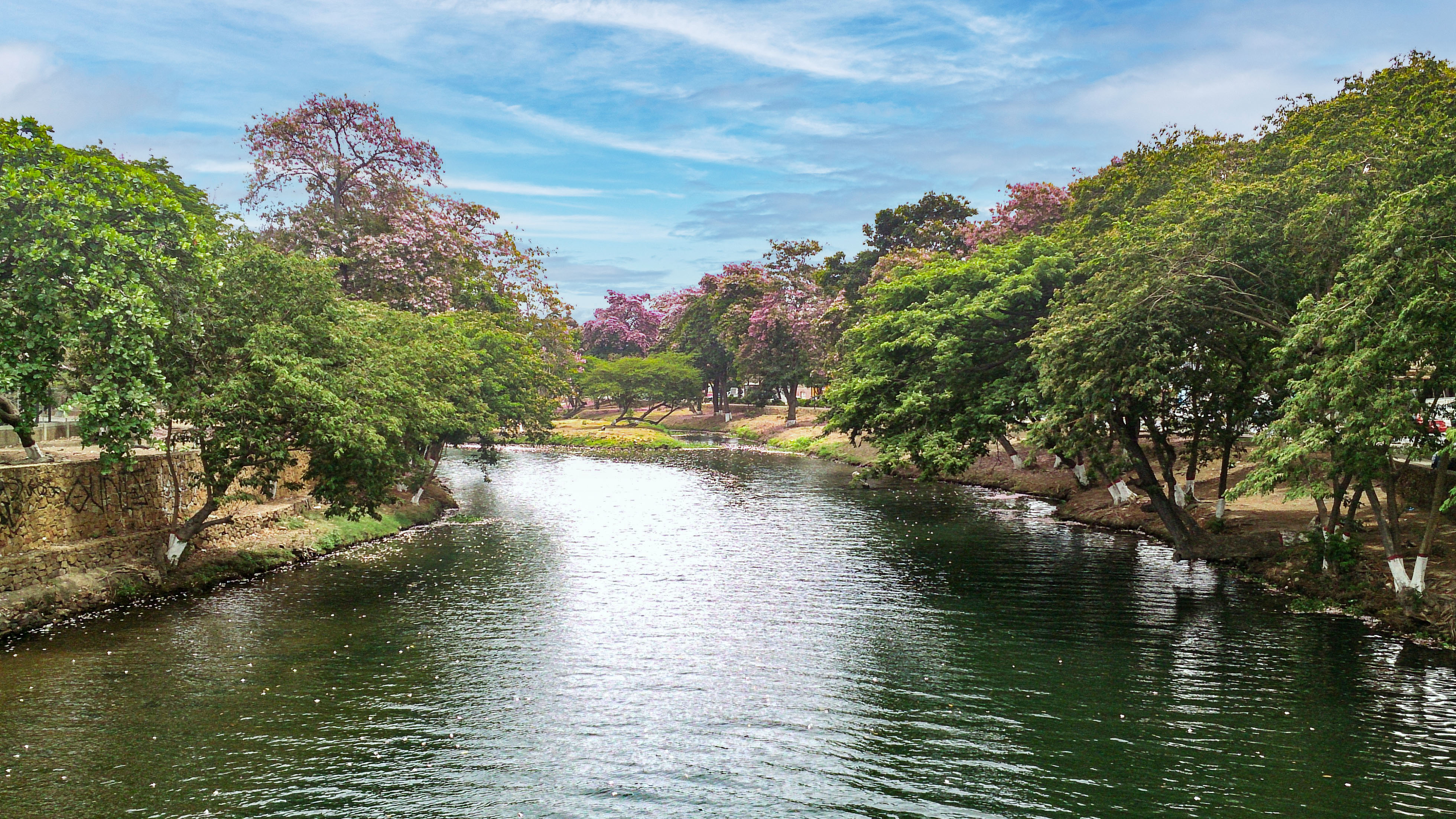
Río Neverí, Barcelona

Abundan en esta zona aves marinas como la gaviota, el alcatraz y la tijereta de mar. Hacia las alturas se encuentran la paraulata, la paloma maraquera, la guacharaca y el conoto. Entre los pocos mamíferos que habitan las zonas nubladas están el cachicamo, la lapa, el jaguar, el zorro y el mono capuchino. En las islas del parque, la fauna es escasa y está formada por lagartijas e iguanas. Las especies marinas son abundantes como: sardina, carite, jurel, cataco, lamparosa, atún aleta amarilla y aleta negra, lebranche, lisa, mojarra y róbalo; mientras que en las profundidades abundan especies como el corocoro, pargo, mero, curvina, roncador, cazón, la tintorera y viuda. Las ensenadas son ricas en crustáceos y moluscos.
Las siguientes islas del estado Anzoátegui forman parte del Parque nacional Mochima:
- Islas Chimanas: Chimana del oeste, Chimana Grande, Chimana Sur, Chimana Segunda, Chimana Chica, El Burro, Morro Pelotas.
- Islas Borrachas: La Borracha, El Borracho, Los Borrachitos.
- Islas Picudas: Picuda Grande, Picuda Chica, Quirica, Cachicamo, Isla de Plata, Isla de Monos, Tiguitigue.

## Ciudades importantes y pueblos
Las ciudades más grandes del estado, tomándose en cuenta su área metropolitana son: la Gran Barcelona (Barcelona, Puerto La Cruz, Lechería y Guanta), Área metropolitana El Tigre-Guanipa (El Tigre, San José de Guanipa y San Tomé) y Gran Píritu (Puerto Píritu, Píritu, Pueblo Viejo, El Tejar).
| N.º | Ciudades       | Municipio         | Lugar     | Fotos          | Población |
| --- | -------------- | ----------------- | --------- | -------------- | --------- |
| 1.º | Barcelona      | Simón Bolívar     | Norte     |                | 550 122   |
| 2.º | Puerto La Cruz | Sotillo           | Norte     | Puerto La Cruz | 380 855   |
| 3.º | Lechería       | Urbaneja          | Norte     |                | 63 784    |
| 4.º | El Tigre       | Simón Rodríguez   | Sur       |                | 193 524   |
| 5.º | Anaco          | Anaco             | Centro    | anaco          | 140 563   |
| 6.º | Cantaura       | Freites           | Centro    | cantaura       | 89 552    |
| 7.º | Puerto Píritu  | Peñalver y Piritu | Nor-Oeste | Pto Piritu     | 70 004    |

| N.º  | Pueblos             | Municipio     | Lugar        | Población |
| ---- | ------------------- | ------------- | ------------ | --------- |
| 1.º  | Pariaguán           | Miranda       | Sur-Oeste    | 51 618    |
| 2.º  | Guanta              | Guanta        | Norte        | 54 015    |
| 3.º  | Ciudad Orinoco      | Independencia | Sur          | 35 021    |
| 4.º  | Aragua de Barcelona | Aragua        | Centro       | 37 076    |
| 5.º  | Clarines            | Bruzual       | Oeste        | 31 835    |
| 6.º  | San Mateo           | Libertad      | Centro       | 19 373    |
| 7.º  | Boca De Uchire      | Capistrano    | Nor-Oeste    | 12 315    |
| 8.º  | El Chaparro         | Mcgregor      | Oeste        | 12 605    |
| 9.º  | Valle de Guanape    | Carvajal      | Oeste        | 13 868    |
| 10.º | Onoto               | Cajigal       | Centro-Oeste | 15 012    |

## Deportes y concursos
El Estado Anzoátegui, se decanta principalmente por tres ramas deportivas:

### Béisbol

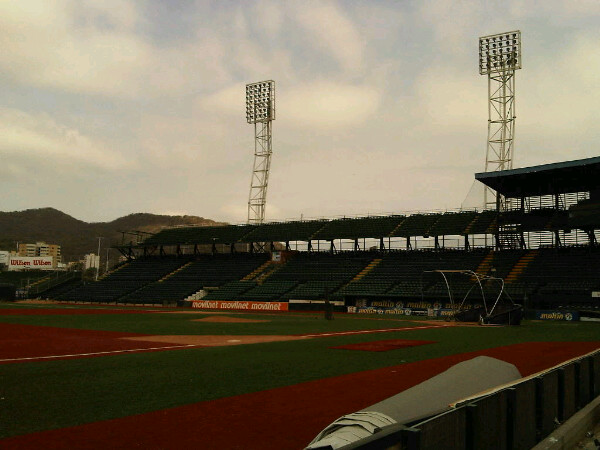
Estadio Alfonso "Chico" Carrasquel, Puerto La Cruz

Desde sus inicios en Venezuela, el béisbol ha sido el deporte por excelencia en la nación y en el estado Anzoátegui han destacado numerosos jugadores profesionales como Clemente Álvarez, Omar Infante, José Herrera, Argenis Salazar, Enzo Hernández, Alexi Amarista. Desde 1991, el estado Anzoátegui cuenta con su propio equipo de béisbol, llamado "Caribes de Anzoátegui", quienes tienen sede en el estadio Alfonso "Chico" Carrasquel ubicado en la ciudad de Puerto La Cruz y actualmente cuentan con 4 títulos ganados de la Liga Venezolana de Béisbol Profesional. 

### Baloncesto

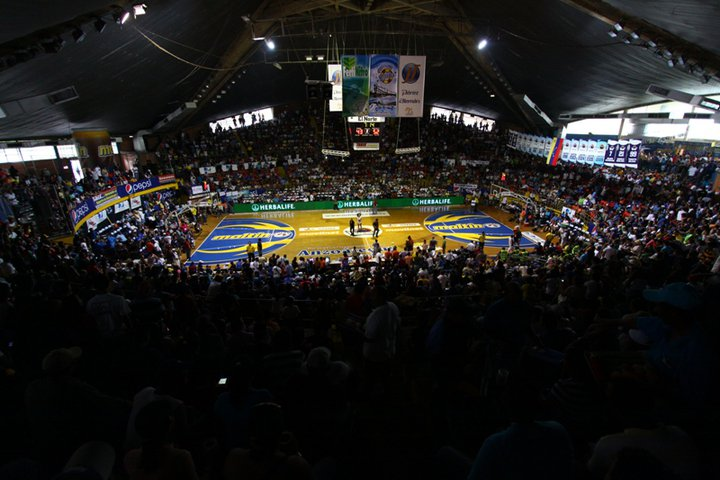
Gimnasio Luis Ramos, Puerto La Cruz

El baloncesto es uno de los deportes que mejor representa al estado Anzóategui, y que desde hace muchos años se ha establecido en la identidad de dicho estado. En 1976, se fundó en Puerto La Cruz el equipo estrella del estado, "Marinos de Anzoátegui", quienes han ganado desde su creación hasta el día de hoy 11 títulos en la LPBV (actual "Superliga de Baloncesto de Venezuela".) El equipo de Marinos tiene sede en el gimnasio Luis Ramos, popularmente conocido como "La caldera del diablo", ubicado en el Complejo Polideportivo José Antonio Anzoátegui; además, en Marinos de Anzoátegui han jugado aclamados deportistas como César Portillo, Harold Keeling, Marcus Doubhit, Gregory Vargas, José Gregorio Vargas, entre otros. 

### Fútbol

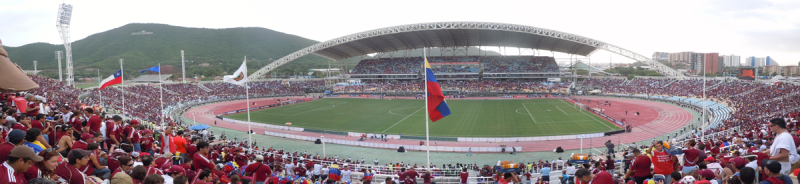
Estadio José Antonio Anzoátegui, Puerto La Cruz

A principios del siglo XXI, en 2002, se funda el ya extinto desde 2019 equipo "Deportivo Anzoátegui F.C.", en la ciudad de Puerto La Cruz, el equipo estuvo activo hasta el año 2019, cuando dejó de operar debido a la falta de inversión. El equipo sigue teniendo sede en el estadio José Antonio Anzoátegui, ubicado en el Complejo Polideportivo José Antonio Anzoátegui de Puerto La Cruz. Pese a la inactividad del equipo estatal, el fútbol, sigue siendo un deporte muy practicado por muchos jóvenes de la región. 

### Concursos de Belleza

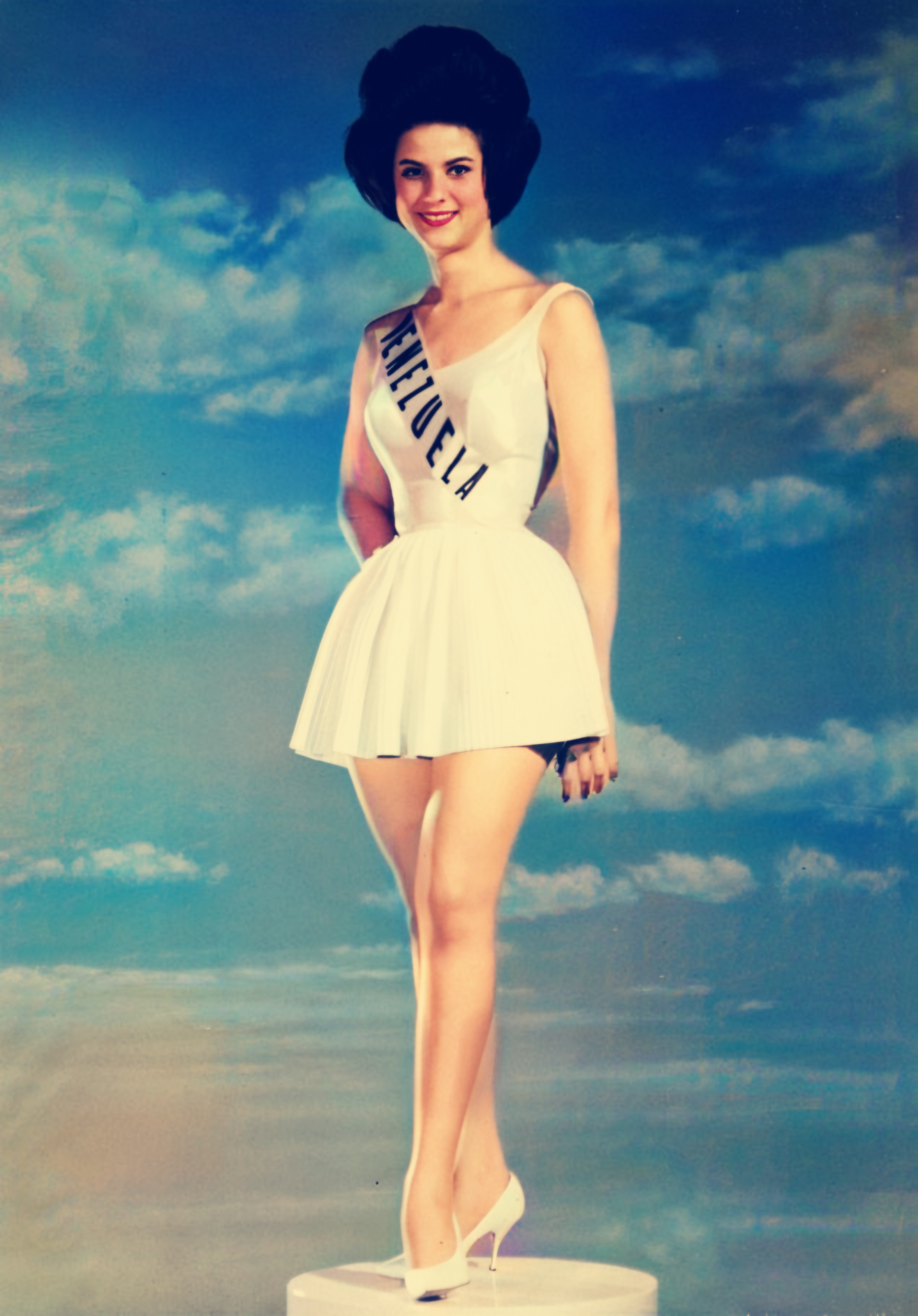
Olga Antonetti Nuñez, 1962

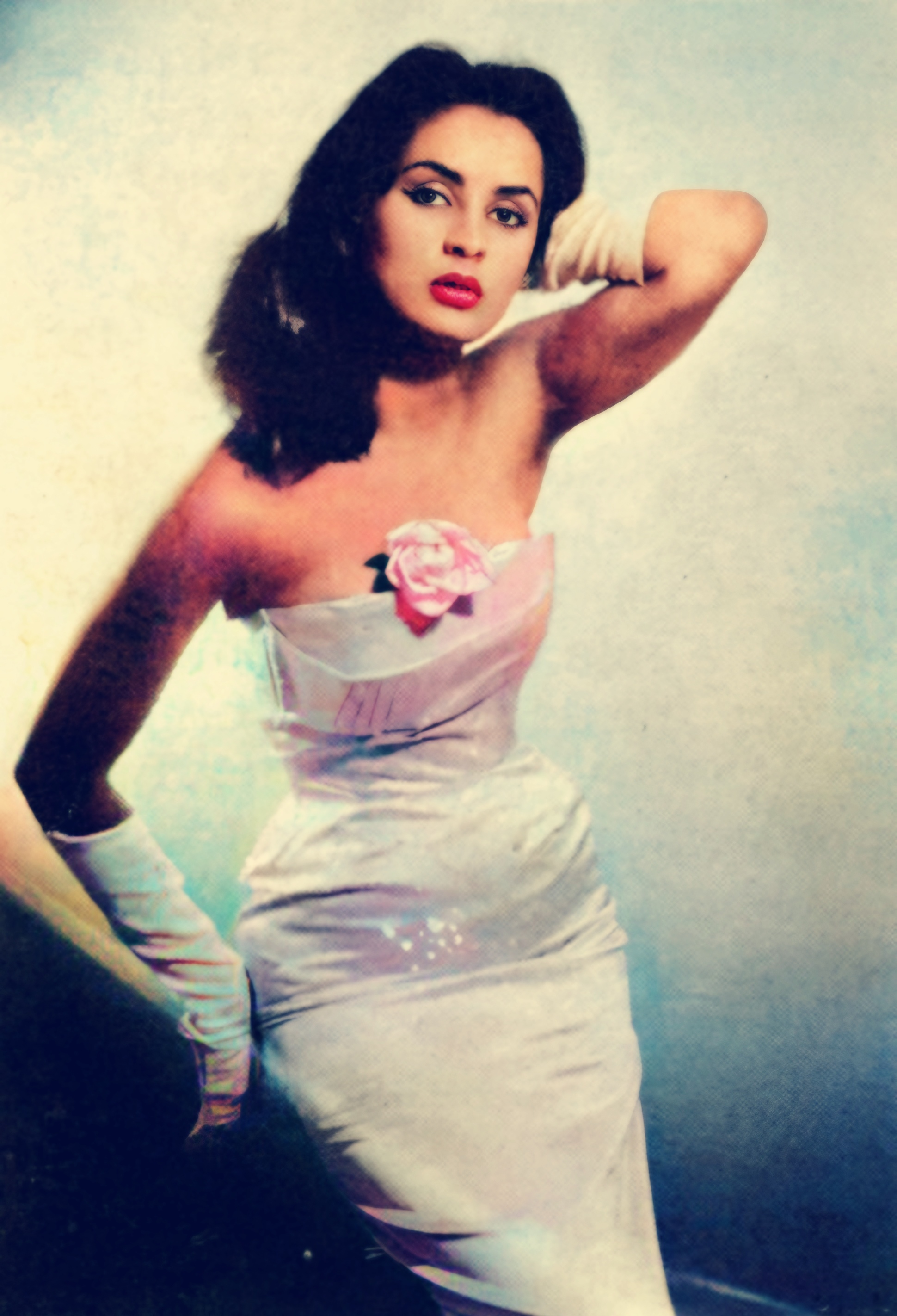
Susana Duijm, 1955

Desde mediados del siglo XX, la mujer Anzoatiguense ha participado en concursos de belleza como el Miss Venezuela o incluso en El Miss Mundo. Anzoátegui vio nacer a la primera mujer hispanoamericana y venezolana en ganar un concurso de belleza internacional, como lo fue Susana Duijm, nacida en Aragua de Barcelona y ganadora del Miss Mundo 1955. Además de Susana, Olga Antonetti Núñez, originaria de la localidad de Anaco también fue la última representante anzoatiguense en ganar la corona de la señorita Venezuela 1962 e incluso terminó entre las 15 finalistas del Miss International.

## Capital Americana de la Cultura 2018
El 20 de diciembre del 2017, se eligió al estado Anzoátegui para ser la Capital Americana de la Cultura del año 2018 y es la primera vez que una localidad venezolana es elegida. La elección del estado responde a su variedad cultural, incluyendo su arquitectura Caribeña, amplia gastronomía, festividades y geografía. Entre las obras o edificaciones que explican esta selección, se encuentra el Complejo Turístico El Morro que se extiende por más de 10 000 hectáreas y con alrededor de 45.000 habitantes, las residencias de El Árbol Para Vivir en Lechería e Isla Paraíso, y Pueblo Viejo en Puerto La Cruz, así como los centros comerciales Plaza Mayor en Lechería y el Caribbean Mall en Puerto La Cruz. 
Adicionalmente el nombramiento responde a obras como el museo Dimitrius Demu en Lechería , la cruz del Paseo Colón en Puerto La Cruz , la Basílica del Cristo de José y la Casa Fuerte en Barcelona, el Estadio Olímpico José Antonio Anzoátegui en Puerto La Cruz, el parque Francisco de Miranda "La Bandera" en El Tigre y la escultura de la Redoma de los Pájaros.
| Predecesor: Mérida | Capital Americana de la Cultura 2018 | Sucesor: San Miguel de Allende |